# Vitpannad dvärgtyrann
Vitpannad dvärgtyrann (Acrochordopus zeledoni) är en fågel i familjen tyranner inom ordningen tättingar.

## Utseende och läte
Vitpannad dvärgtyrann är som namnet avslöjar en liten tyrann. Den har grå hjässa, gula vingband, vitt ögonbrynsstreck och en knubbig näbb med ljust längst in. Hos vissa bestånd är bröstet något streckat. Jämfört med liknande räffelbent dvärgtyrann har den gråare och mindre olivgrönt huvud som kontrasterar tydligare med resten av kroppen. Lätet är en vass och rätt genomträngande vissling som hörs enstaka eller i en serie. 

## Utbredning och systematik
Vitpannad dvärgtyrann delas upp i fem underarter med följande utbredning:
- A. z. zeledoni – Costa Rica och västra Panama
- A. z. leucogonys – centrala Colombia östra Ecuador och nordöstra Peru
- A. z. wetmorei – Sierra de Perijá (bergstrakter i nordöstra Colombia och nordvästra Venezuela)
- A. z. viridiceps – norra Venezuela
- A. z. bunites – tepuis i södra Venezuela

## Levnadssätt
Vitpannad dvärgtyrann hittas i bergsbelägna molnskogar. Där håller den sig relativt högt upp i träden. Den är mindre aktiv och sitter mer upprätt än de flesta andra dvärgtyranner.

## Status och hot
Arten har ett stort utbredningsområde, men tros minska i antal, dock inte tillräckligt kraftigt för att den ska betraktas som hotad. Internationella naturvårdsunionen IUCN listar arten som livskraftig (LC).